# Rules of Engagement (Fernsehserie)
Rules of Engagement ist eine US-amerikanische Sitcom, die vom 5. Februar 2007 bis zum 20. Mai 2013 bei dem US-Fernsehsender CBS ausgestrahlt wurde. Die Sendung wird in Österreich auf ORF eins sowie auf Puls 4 ausgestrahlt, in Deutschland war die Serie bei Kabel eins zu sehen. Seit November 2012 hat Comedy Central Deutschland die Serie ins Programm aufgenommen. Produziert wurde die Serie von Adam Sandlers Happy Madison Productions.
Die Serie wurde von CBS als sogenanntes „Mid-season replacement“ für die Sendung The New Adventures of Old Christine, also eine Sendung, die eine andere zur Mitte der Fernsehsaison ersetzt, bestellt. Zweimal wurde die Serie selbst ersetzt und zwar von den kurzlebigen Serien Mad Love und Rob, die jeweils nach nur einer Staffel abgesetzt wurden.
Bei sogenannten Upfronts, den US-amerikanischen Programm-Präsentationen der dortigen Sender, wurde Rules of Engagement im Jahre 2012 abermals verlängert und erreichte somit die für die Wiederholungsvermarktung in den USA wichtige Mindestanzahl an 100 Episoden. Im Mai 2013 wurde durch CBS die Absetzung der Serie bekannt gegeben, dementsprechend stellte das Staffelfinale am 20. Mai 2013 auch gleichzeitig das Serienfinale dar.

## Inhalt
Die Serie erzählt Geschichten um zwei Pärchen und ihren Singlefreund im Umgang mit Datings, ihrer Beziehung und der Ehe. Die verschiedenen Beziehungsarten und Stufen werden dargestellt von Oliver Hudson und Bianca Kajlich als frisch verlobtes Paar (die sich in der ersten Folge erst sieben Monate kennen, als sie sich verloben), Patrick Warburton und Megyn Price als bereits länger verheiratetes Ehepaar (zwölf Jahre in der ersten Folge) und David Spade als ihren Singlefreund, der zumeist nur kurze Affären hat.

## Besetzung und Synchronisation
Die deutsche Synchronisation entstand in der Münchner Synchronfirma Scalamedia GmbH nach dem Dialogbuch von Hubertus von Lerchenfeld und unter der Dialogregie von Solveig Duda.
Hauptbesetzung
| Rolle               | Schauspieler      | Staffel | Deutscher Synchronsprecher |
| ------------------- | ----------------- | ------- | -------------------------- |
| Jeff Bingham        | Patrick Warburton | 1–7     | Christoph Jablonka         |
| Audrey Bingham      | Megyn Price       | 1–7     | Claudia Urbschat-Mingues   |
| Adam Rhodes         | Oliver Hudson     | 1–7     | Manou Lubowski             |
| Jennifer Morgan     | Bianca Kajlich    | 1–7     | Solveig Duda               |
| Russell Dunbar      | David Spade       | 1–7     | Dietmar Wunder             |
| Timir „Timmy“ Patel | Adhir Kalyan      | 3–7     | Manuel Straube             |

Nebenbesetzung
| Rolle      | Schauspieler         | Staffel | Deutscher Synchronsprecher |
| ---------- | -------------------- | ------- | -------------------------- |
| Doreen     | Diane Sellers        | 4–6     | Sandra Schwittau           |
| Liz Dunbar | Wendi McLendon-Covey | 4–7     | Carin C. Tietze            |
| Brenda     | Sara Rue             | 5–7     | Katharina Iacobescu        |

## Ausstrahlung
Die Serie umfasst insgesamt 100 Episoden in 7 Staffeln, wobei bereits 35 Episoden der ersten 3 Staffeln als deutsche Erstausstrahlung bei kabel eins liefen. Da die Serie bereits zu Anfang der Ausstrahlungen am 12. November 2009 weit unter den Erwartungen blieb (1,4 % Marktanteil; 3 % MA 14-49 J.) beschloss man, nach dem 26. November 2009 die Serie vorerst aus dem Programm zu nehmen. Am 7. Januar 2010 startete die Sitcom schließlich auf einem neuen Sendeplatz, werktags ab 14.10 Uhr in Doppelfolgen. Am 26. Januar 2010 beendete kabel eins die Ausstrahlung der neuen Folgen. Die deutschsprachige Erstausstrahlung der 4. Staffel erfolgte vom 18. November bis zum 15. Dezember 2011 auf dem Schweizer Free-TV-Sender SF zwei. Die deutschsprachige Erstausstrahlung der fünften Staffel erfolgte von dem 16. Dezember 2011 bis zum 31. Januar 2012 auf dem Schweizer Free-TV-Sender SF zwei. In Österreich wird die Serie seit 21. Mai 2012 auf ORF eins ausgestrahlt. Seit dem 12. November 2012 hat der Free-TV-Sender Comedy Central Deutschland die Serie in das Programm aufgenommen. Die Deutschlandpremiere der Staffeln vier bis sechs erfolgte vom 18. Dezember 2012 bis zum 22. Mai 2013. Die deutschsprachige Erstausstrahlung der siebten Staffel war vom 2. Februar 2014 bis zum 28. April 2014 auf Comedy Central Deutschland zu sehen.

### Vereinigte Staaten
| Staffel | Episoden | Ausstrahlung                      | Sender |
| I       | 7        | 5. Februar 2007 – 19. Mai 2007    | CBS    |
| II      | 15       | 24. September 2007 – 19. Mai 2008 | CBS    |
| III     | 13       | 2. März 2009 – 18. Mai 2009       | CBS    |
| IV      | 13       | 1. März 2010 – 24. Mai 2010       | CBS    |
| V       | 24       | 20. September 2010 – 19. Mai 2011 | CBS    |
| VI      | 15       | 20. Oktober 2011 – 17. Mai 2012   | CBS    |
| VII     | 13       | 4. Februar 2013 – 20. Mai 2013    | CBS    |

### Deutschland
| Staffel | Episoden | Ausstrahlung                       | Sender                     |
| I       | 7        | 12. November 2009 – 7. Januar 2010 | kabel eins                 |
| II      | 15       | 7. Januar 2010 – 18. Januar 2010   | kabel eins                 |
| III     | 13       | 19. Januar 2010 – 27. Januar 2010  | kabel eins                 |
| IV      | 13       | 18. Dezember 2012 – 19. März 2013  | Comedy Central Deutschland |
| V       | 24       | 20. März 2013 – 25. April 2013     | Comedy Central Deutschland |
| VI      | 15       | 29. April 2013 – 22. Mai 2013      | Comedy Central Deutschland |
| VII     | 13       | 2. Februar 2014 – 28. April 2014   | Comedy Central Deutschland |

### Schweiz
| Staffel | Episoden | Ausstrahlung                           | Sender   |
| I       | 7        | 9. September 2011 – 23. September 2011 | SRF zwei |
| II      | 15       | 27. September 2011 – 20. Oktober 2011  | SRF zwei |
| III     | 13       | 21. Oktober 2011 – 17. November 2011   | SRF zwei |
| IV      | 13       | 18. November 2011 – 15. Dezember 2011  | SRF zwei |
| V       | 24       | 16. Dezember 2011 – 31. Januar 2012    | SRF zwei |
| VI      | 15       | 15. Juni 2015 – 10. Juli 2015          | SRF zwei |
| VII     | 13       | 13. Juli 2015 – 30. Juli 2015          | SRF zwei |

## DVD-Veröffentlichung
Vereinigte Staaten
- Staffel 1 erschien am 4. September 2007
- Staffel 2 erschien am 14. Oktober 2008
- Staffel 3 erschien am 14. September 2010
- Staffel 4 erschien am 11. Januar 2011
- Staffel 5 erschien am 7. Februar 2012
- Staffel 6 erschien am 2. Oktober 2012

Großbritannien
- Staffel 1 erschien am 11. April 2011

Deutschland
- Staffel 1 erschien am 3. März 2011
- Staffel 2 erschien am 9. Februar 2012
- Staffel 3 erschien am 6. September 2012
- Staffel 4 erschien am 3. Juli 2014
- Staffel 5 erschien am 2. Oktober 2014
- Staffel 6 erschien am 8. Januar 2015
- Staffel 7 erschien am 5. November 2015